# Recette (comptabilité)
Pour les articles homonymes, voir Recette.
La recette, en comptabilité, est la somme d'argent encaissée (reçue) à la suite d'une opération le plus souvent commerciale. Par extension, le terme désigne les mouvements financiers entrants. On oppose les recettes aux dépenses.

## Administration fiscale
Les activités d'assiette et de perception des impôts sont normalement réalisées par des services complètement indépendants, mais un certain nombre de taxations (taxe sur le chiffre d'affaires, Taxe sur la valeur ajoutée, droits d'enregistrement), sont calculées et liquidées dans le même service des impôts: une recette.